# Хуторянка
Хуторя́нка — пасажирський залізничний зупинний пункт Київської дирекції Південно-Західної залізниці на електрифікованій змінним струмом лінії Чернігів — Ніжин.
Розташований у селі Українське Куликівського району Чернігівської області між станціями Муравійка (5 км) та Імені Бориса Олійника (6 км).
На зупинному пункті зупиняються приміські поїзди.